# Дульян, Алексей Гайкович
Алексе́й Га́йкович Дулья́н (арм. Ալեքսեյ Հայկի Դուլյան; род. 10 сентября 1947) — российский дипломат. Чрезвычайный и полномочный посол (2012).

## Биография
Окончил МГИМО МИД СССР в 1970 году. Владеет французским и английским языками.
С 1970 года работал на различных дипломатических должностях в центральном аппарате МИД СССР и МИД Российской Федерации и за рубежом.
- В 1992—1993 годах — заведующий отделом Департамента Европы МИД России
- В 1993—1998 годах — советник, исполняющий обязанности советника-посланника Посольства Российской Федерации во Франции
- В 1998—2002 годах — заместитель директора Историко-документального департамента МИД России
- В 2002—2006 годах — чрезвычайный и полномочный посол Российской Федерации в Руанде[1][2].
- В 2007—2010 годах — заместитель директора Историко-документального департамента МИД России.
- С 14 июля 2010 по 17 июня 2019 года — чрезвычайный и полномочный посол Российской Федерации в Республике Мали и Республике Нигер по совместительству[3][4]

## Дипломатический ранг
- Чрезвычайный и полномочный посланник 2 класса (13 февраля 2001)[5]
- Чрезвычайный и полномочный посланник 1 класса (23 августа 2005)[6]
- Чрезвычайный и полномочный посол (30 июля 2012)[7]